# Comair
Comair (рус. Комэ́йр) — региональный авиаперевозчик США, полностью дочерняя структура авиакомпании Delta Air Lines. Штаб-квартира авиакомпании находится в округе Бун (Кентукки), США , главные хабы — Международный аэропорт Цинциннати/Северный Кентукки и Международный аэропорт имени Джона Кеннеди в Нью-Йорке.
Comair является одной из крупнейших региональных авиакомпаний мира с ежегодным доходом более 1 миллиарда долларов США. Эксплуатируемый флот состоит только из самолётов Bombardier CRJ канадской фирмы Bombardier с пассажирской вместимостью до ста человек. Работая под брендом Delta Connection Comair осуществляет внутренние и международные перевозки в города Соединённых Штатов Америки, Канады, Мексики и Багамских островов.
В конце 2006 года Comair открыла второй хаб в нью-йоркском Международном аэропорту имени Джона Кеннеди (JFK). Перегруженность аэропорта Кеннеди, нехватка инфраструктурных мощностей по обслуживанию самолётов и пассажиров стали основными причинами перемещения Comair на последнюю строчку в рейтинге пунктальности крупных авиакомпаний США по данным на конец 2006 года. Согласно проведённому в 2008 году опросу Comair, по мнению американцев, является самой непунктуальной авиакомпанией страны, по данным статистики только 70% её регулярных рейсов вовремя прибывают в аэропорты назначения.
В течение 2007 года Comair закрыла свои транзитные узлы в аэропорту Гринсборо (Северная Каролина) и второй раз в Международном аэропорту Орландо (Флорида), при этом маршрутная сеть была передана родительской авиакомпанией Delta Air Lines другим региональным перевозчикам Atlantic Southeast Airlines (дочерняя структура холдинга SkyWest Inc.) и Chautauqua Airlines (дочерняя структура холдинга Republic Airways Holdings). В начале 2008 года Delta Air Lines объявила о планах по сокращению всех внутренних рейсов Comair на 4-5% с выводом из эксплуатации от 8 до 14 самолётов Bombardier CRJ. В марте 2008 года цена барреля нефти достигла 110 долларов США и было заявлено о дальнейшем сокращении внутренних маршрутов авиаперевозок Comair.

## История

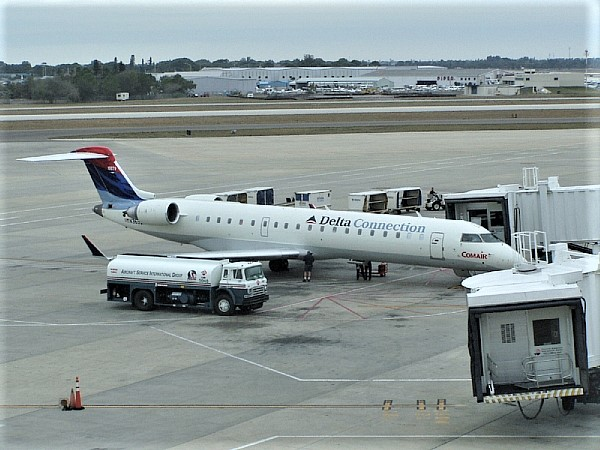
CRJ-700 авиакомпании Comair в Международном аэропорту Сарасота-Брадентон

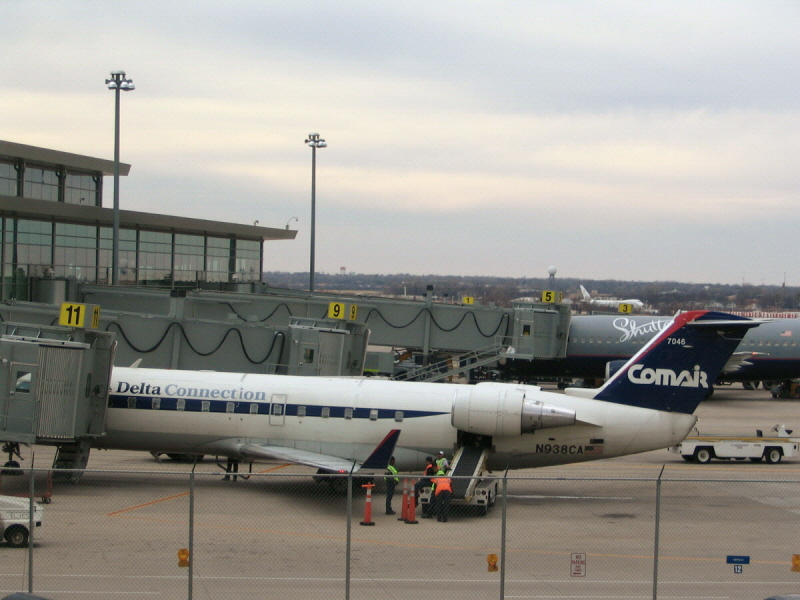
В аэропорту имени Уилла Роджерса, Оклахома (в прежней ливрее «Comair»)

Авиакомпания Comair была основана в марте 1977 года Патриком Дж. Соверсом (англ. Patrick J. Sowers), Робертом Т. Трантером (англ. Robert T. Tranter), Дэвидом Мюллером (англ. David Mueller) и его отцом Реймондом (англ. Robert Mueller). Регулярные рейсы открылись в апреле 1977 года и первоначально выполнялись на двух самолётах Пайпер ПА-31 Навахо, штаб-квартира компании находилась в Цинциннати. В 1984 году Comair получила право использования бренда Delta Connection, в июле 1986 года авиакомпания Delta Air Lines приобрела 20% собственности Comair, а 22 октября 1999 году полностью выкупила её за более, чем два миллиарда долларов США.
26 марта 2001 года лётный состав Comair объявил бессрочную забастовку, были отменены все рейсы авиакомпании и прекращено наземное обслуживание её самолётов. Забастовка продлилась 89 дней и была завершена только после подписания нового трудового договора с коллективом авиакомпании.
Comair вновь привлекла к себе внимание всей страны в канун Рождественских праздников 2004 года, отменив 1160 регулярных рейсов в субботу 25 и в воскресенье 26 декабря. Более тридцати тысяч пассажиров оказались в форс-мажорной ситуации, многие из них так и не попали в пункты назначения к праздничному времени. Причинами отмены рейсов стало сочетание двух факторов: рекордного количества снежных осадков и недоработок в программном обеспечении планирования полётов авиакомпании. В ночь с 23 на 24 декабря 2006 года область Цинциннати попала под сильный удар снежной бури, была закрыта автомагистраль к аэропорту, прекратилась доставка авиационного топлива и авиакомпания была вынуждена отменить все рейсы пятницы 24 декабря. После получения всего необходимого в ночь с 24 на 25 декабря авиакомпания начала запуск компьютерной системы планирования полётов, который завершился фатальным сбоем в программном обеспечении, что в результате и привело к массовой отмене рейсов Comair.
14 сентября 2005 года Delta Air Lines подала в соответствии с 11-й главой Кодекса США о банкротстве заявку на банкротство самой авиакомпании вместе со своими дочерними подразделениями. В ходе проведения процедуры банкротства авиакомпания Comair произвела сокращение издержек в объёме более 70 миллионов долларов в год, в основном за счёт уменьшения количества эксплуатируемых самолётов, снижения числа рейсов и сокращения заработной платы персонала авиакомпании.
25 мая 2007 года Comair объявила о планируемой замене 14 самолётов CRJ-100 на аналогичное количество более современных лайнеров CRJ-900 для последующей работы нового парка под брендом Delta Connection.
10 февраля 2009 года Delta Air Lines заявила об объединении подразделений наземного обслуживания самолётов авиакомпаний Comair, Mesaba Airlines и Compass Airlines в единое для этих компаний подразделение Regional Handling Services (RHS), которое начнёт свою деятельность с 3 квартала 2009 года. Компания RHS будет заниматься предоставлением всего спектра услуг, от бронирования авиабилетов до выдачи багажа пассажирам.

## Флот

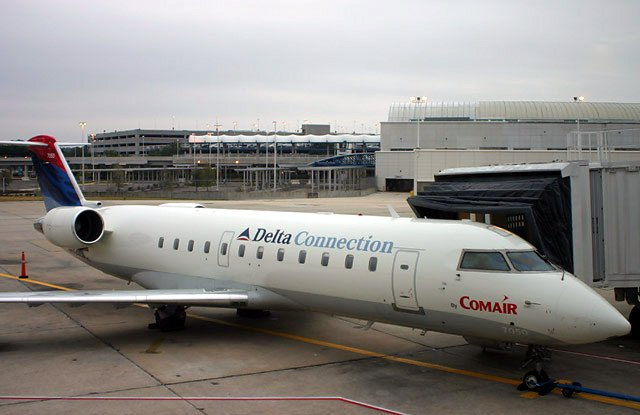
CRJ-100ER авиакомпании Comair

Флот Comair состоит из следующих авиалайнеров:

## Инциденты и несчастные случаи
- 8 октября 1979 года, рейс 444 Хеброн (Кентукки)-Нэшвилл (Теннесси), Пайпер ПА-31 Навахо, регистрационный номер N6642L. Самолёт потерпел катастрофу сразу после взлёта из Международного аэропорта Цинциннати/Северный Кентукки. Погибли все 8 человек на борту.
- 9 января 1997 года. Рейс 3272 Цинциннати-Детройт, Embraer EMB-120RT Brasilia, регистрационный номер N265CA. При заходе на посадку на полосу 3R аэропорта Детройт Уэйн-Канти в снежную бурю самолёт пошёл в глубокое пике и разбился в поле. Причинами катастрофы были неверные стандарты FAA по сертификации полёта в условиях обледенения и неправильное решение экипажа работать в условиях обледенения на скоростях, близких к нижнему пределу (с невыпущенными закрылками). Погибли все 29 человек на борту[6][7].
- 19 марта 2001 года, рейс 5054 Embraer EMB 120 Brasilia. Погибших нет.
- 27 августа 2006 года, рейс 5191 Bombardier CRJ-100ER. Разбился сразу после взлёта из Аэропорта Лексингтона Блю-Грасс. Из 50 человек на борту выжил только второй пилот. Причиной катастрофы, по мнению экспертов, стало то, что пилоты отвлеклись на разговоры и перепутали взлетно-посадочные полосы, начав взлет с более короткой полосы, чем требуется для данного типа самолета[8].